# Закон Оно
Закон Оно — генетичний закон, який стверджує, що різні групи ссавців мають спільну структуру ДНК та генів в Х-хромосомі, яка дісталася їм від спільного предка.  Закон запропонований японським біологом Оно Сусуму в 1967 році.

## Докази
Як цитологічний доказ наводиться те, що довжина Х-хромосоми у різних видів ссавців, включаючи людину і мишу, має майже однаковий розмір, з відмінностями, що досягають лише 5% від загального генома. Також ряд Х-зчеплених генів є загальними для ссавців. Наприклад, глюкозо-6-фосфатдегідрогенази (G6PD), антигемофільний ген (Фактор згортання крові VIII), цитоплазматичні гени компонента тромбопластину (Фактор згортання крові IX) і так далі. 

## Механізм збереження
Зміст хромосоми змінюється, головним чином, в результаті мутацій, після дуплікації хромосоми і транслокації з іншими хромосомами. Однак, у ссавців хромосомний механізм визначення статі встановився на ранньому етапі їх еволюції, тому поліплоїдія закріплюватися не буде, через її несумісність з механізмом визначання статі. Крім того X-аутосомну транслокацію закрито, оскільки, в процесі еволюції вона, можливо, приводила до згубних наслідків для виживання організму. Таким чином у ссавців, зміст X-хромосоми зберігся після подвійної дуплікації, що мала місце на ранніх еволюційних етапах їх розвитку на стадії риби або амфібії (2R гіпотеза).

## Суперечності
Деякі гени людини, що містяться в X-хромосомі, у сумчастих розташовані на аутосомах. Це може пояснюватися тим, що яйцекладучі звірі та сумчасті не є, як думали раніше, прямими предками справжніх ссавців, але вони дуже рано відокремилися від основної лінії. Також, ген хлорного каналу CLCN4, розташований у людини на Х-хромосомі, у хатніх мишей лінії C57BL/6 знаходиться на 7-й хромосомі, хоча в алжирської миші (Mus spretus) і пацюка теж розташований на Х-хромосомі.